# Walden Castle

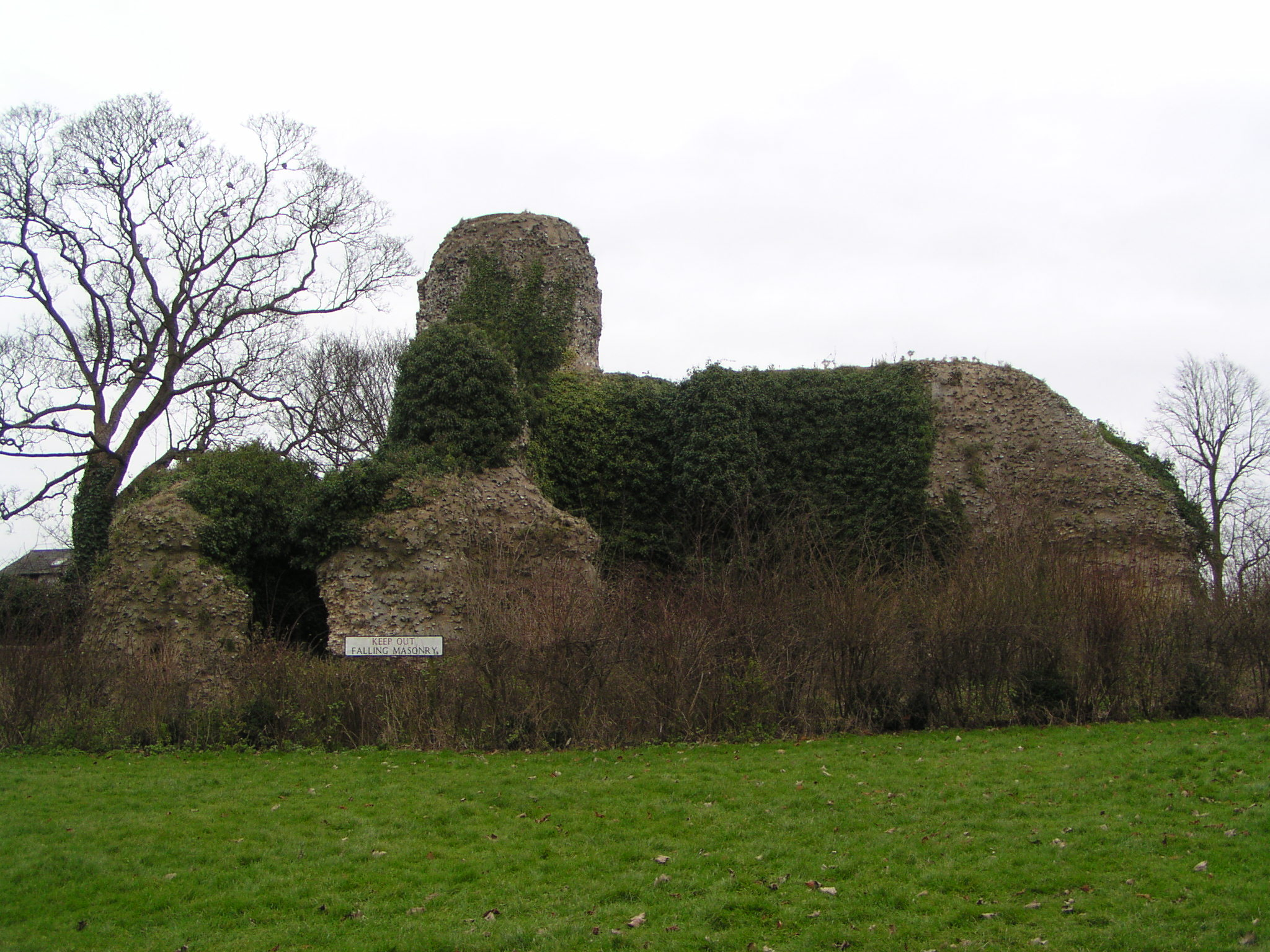
Die Ruine von Walden Castle

Walden Castle ist eine Burgruine in der Stadt Saffron Walden in der englischen Grafschaft Essex. Die Burg wurde im 12. Jahrhundert, in der Zeit der Anarchie, errichtet.

## Geschichte
Geoffrey de Mandeville, 1. Earl of Essex, ließ die Burg im Wesentlichen in den Jahren 1141–1143, zu Beginn des Bürgerkrieges, errichten. Walden Castle war eine von mehreren Burgen, die De Mandeville bauen ließ, um seine Macht in der Region zu festigen. Die Burgruine steht auf einem natürlichen Hochpunkt der Stadt und hatte einen normannischen Donjon mit quadratischem Grundriss und eine Burgmauer, was sie zu einer starken Festung machte. König Stephan ließ Geoffrey de Mandeville 1143 unter fragwürdigen Umständen verhaften und verlangte die Übergabe all seiner Burgen, auch Walden Castle. Anfangs war De Mandeville damit einverstanden, widerrief aber sein Einverständnis, sobald er freigelassen wurde, und führte einen militärischen Angriff gegen die Festungen des Königs in Cambridgeshire, um die Route nach Süden bis nach Walden Castle freizumachen. Geoffrey de Mandeville starb während der Belagerung im Folgejahr, ohne dass er Walden Castle zurückbekommen hätte. König Heinrich II. ordnete die Schleifung der Burg 1157 an. Damals war vermutlich der Donjon noch nicht einmal fertiggestellt.
Saffron Waldens Straßen verlaufen entlang der alten Burgmauer. Nur die Ruine der Kernburg blieb erhalten; die meisten Bausteine wurden jedoch in den vielen Jahrhunderten seit der Zerstörung gestohlen. Die Burgruine gilt als Scheduled Monument und English Heritage hat sie als historisches Bauwerk I. Grades gelistet.